# Mildred Inez Caroon Bailey
Mildred Inez Caroon Bailey, ameriška generalica, * 18. april 1919, † 18. julij 2009.
Najbolj je poznana kot direktorica Ženskega korpusa Kopenske vojske ZDA (Women's Army Corps) med letoma 1971 in 1975, pri čemer je imela čin brigadnega generala.

## Življenjepis
Rodila se je v Fort Barnwellu (Severna Karolina) in odrasla v bližnjem Kinstonu. Potem ko je končala srednjo šolo, je sprva študirala na Kolidžu Flora McDonals (Flora McDonald College) v Red Springsu, nato pa se je prepisala na Ženski kolidž (Woman's College) Univerze Severne Karoline (današnja Univerza Severne Karoline v Greensboru); tu je diplomirala leta 1940, nakar pa je opravila še poletno šolo na Univerzi Severne Karoline v Chapel Hillu. Po koncu šole pa je postala učiteljica francoščine v Taylorsvillu.
Poleti 1942 pa se je pridružila Ženskemu pomožnemu korpusu Kopenske vojske ZDA (Women's Army Auxiliary Corps; WAAC), ki je bil pozneje preimenovan v Ženski korpus Kopenske vojske ZDA, v Fort Braggu in bila takoj poslana na Častniško trenažno šolo (Officer Training School) v Fort Des Moines (Iowa), kjer je postala članica tretjega razreda WAAC. Po koncu šole je bila dodeljena Zračnemu korpusu Kopenske vojske ZDA (United States Army Air Corps) in bila do sredi leta 1943 nastanjena v Daytona Beachu (Florida), nato pa je bila njena četa, katere je bila poveljnica, premeščena v Zračno bazo George (George Field Army Air Base) v Illinois. Nato je bila za krajši čas premeščena v Walnut Ridge (Arkansas), nato pa do konca vojne v Zračno bazo Craig (Craig Air Force Base) (Alabama), kjer je bila učiteljica angleščine pripadnikov Francoskega vojnega letalstva.
Po koncu vojne je ostala v Kopenski vojski ZDA in bila poslana v Miami (Florida), kjer je bila poklicna svetovalka za veterane. Leta 1949 je bila premeščena v Stuttgart, kjer je opravljala obveščevalne dejanosti. Naslednja postaja je bil München, kjer je prevzela poveljstvo odreda WAC v sklopu 98. splošne bolnišnice (98th General Hospital).
Leta 1953 je bila premeščena nazaj v ZDA in sicer v Washington, D.C., kjer je bila dodeljena obveščevalnemu delu štaba vojaškega okrožja Washington (United States Army Military District of Washington). Leta 1957 je diplomirala na Strateški obveščevalni šoli (Strategic Intelligence School) in bila nato poslana v Fort McPherson (Georgia), kjer je za tri leta postala vodja rekrutiranja za jugovzhodne ZDA. Leta 1961 je prevzela poveljstvo odreda WAC v Fort Myerju (Virginija), ki je bil največji WAC odred v ZDA. V tem času je pripravila potujočo razstavo o vlogi žensk v oboroženih silah, s katero je med 1963-68 potovala po ZDA. Po vrnitvi v Washington je postala zvezni častnik za Senat ZDA. Leta 1970 je postala namestnika poveljnika trenažnega centra v Fort McClellanu (Alabama) in 2. avgusta 1971 je bila imenovana za direktorico Ženskega korpusa Kopenske vojske ZDA, pri čemer je bila povišana v čin brigadnega generala. Na tem položaju je ostala vse do upokojitve v juliju 1975.
18. julija 2009 je umrla v Alexandrii (Virginija).